# Sydamerikanska inomhusmästerskapen i friidrott 2025
Sydamerikanska inomhusmästerskapen i friidrott 2025 arrangerades precis som tidigare tre upplagor i Cochabamba i Bolivia mellan den 22 och 23 februari 2025. Det var den fjärde upplagan av sydamerikanska inomhusmästerskapen i friidrott.

## Medaljörer

### Herrar
| Gren          | Guld                                                            | Guld         | Silver                                                             | Silver      | Brons                                                                   | Brons       |
| 60 meter      | Neiker Abello (COL)                                             | 6,60         | Felipe Bardi (BRA)                                                 | 6,64        | Franco Florio (ARG)                                                     | 6,67        |
| 400 meter     | Elián Larregina (ARG)                                           | 47,21        | Kelvis Padrino (VEN)                                               | 47,42       | Javier Gómez (VEN)                                                      | 47,91       |
| 800 meter     | Leonardo Santos (BRA)                                           | 1.49,94 0MR0 | Marco Vilca (PER)                                                  | 1.51,01     | Guilherme Orenhas (BRA)                                                 | 1.51,02     |
| 1 500 meter   | Thiago André (BRA)                                              | 3.50,09 0MR0 | David Ninavia (BOL)                                                | 3.52,48     | Yeferson Cuno (PER)                                                     | 3.59,27     |
| 3 000 meter   | David Ninavia (BOL)                                             | 8.30,66      | Víctor Aguilar (BOL)                                               | 8.37,31     | Yeferson Cuno (PER)                                                     | 8.38,83     |
| 60 meter häck | Eduardo de Deus (BRA)                                           | 7,67         | Thiago Ornelas (BRA)                                               | 7,67        | Francisco Ferreccio (ARG)                                               | 7,94        |
| 4 × 400 meter | VenezuelaJavier Gómez Ryan López Sebastián López Kelvis Padrino | 3.18,29      | BoliviaMarcelo Pérez Nery Peñaloza Bladimir Rueda Ikenna Ibe-Akobi | 3.20,71     | ArgentinaHelber Melgarejo Renzo Cremaschi Franco Florio Elián Larregina | 3.23,58     |
| Höjdhopp      | Thiago Moura (BRA)                                              | 2,22 m       | Fernando Ferreira (BRA)                                            | 2,16 m      | Sebastián Daners (URU)                                                  | 2,05 m      |
| Längdhopp     | Arnovis Dalmero (COL)                                           | 7,96 m       | José Luis Mandros (PER)                                            | 7,84 m      | Emiliano Lasa (URU)                                                     | 7,79 m      |
| Tresteg       | Elton Petronilho (BRA)                                          | 16,52 m      | Almir dos Santos (BRA)                                             | 16,39 m     | Leodan Torrealba (VEN)                                                  | 16,05 m     |
| Kulstötning   | Welington Morais (BRA)                                          | 20,92 m      | Willian Dourado (BRA)                                              | 20,60 m     | Juan Manuel Arrieguez (ARG)                                             | 17,32 m     |
| Sjukamp       | José Fernando Ferreira (BRA)                                    | 5 773 poäng  | Pedro de Oliveira (BRA)                                            | 5 668 poäng | Gerson Izaguirre (VEN)                                                  | 5 060 poäng |

### Damer
| Gren          | Guld                                                             | Guld             | Silver                                                                        | Silver      | Brons                    | Brons                    |
| 60 meter      | Ana Carolina Azevedo (BRA)                                       | 7,16 0MR0        | Marlet Ospino (COL)                                                           | 7,22        | Anais Hernández (CHI)    | 7,31                     |
| 400 meter     | María Florencia Lamboglia (ARG)                                  | 55,35            | Ibeyis Romero (VEN)                                                           | 56,44       | Lucía Sotomayor (BOL)    | 56,95                    |
| 800 meter     | Jaqueline Weber (BRA)                                            | 2.10,46          | María Rojas (VEN)                                                             | 2.11,65     | Cecilia Gómez (BOL)      | 2.13,61                  |
| 1 500 meter   | Anita Poma (PER)                                                 | 4.23,74 0MR0     | Benita Parra (BOL)                                                            | 4.30,18     | July da Silva (BRA)      | 4.37,14                  |
| 3 000 meter   | Benita Parra (BOL)                                               | 9.43,90 0MR0     | Micaela Rivera (PER)                                                          | 10.00,12    | Gabriela Mamani (BOL)    | 11.00,21                 |
| 60 meter häck | Ketiley Batista (BRA)                                            | 8,11             | Helen Bernard Stilling (ARG)                                                  | 8,29        | Génesis Romero (VEN)     | 8,30                     |
| 4 × 400 meter | BoliviaLucía Sotomayor Mariana Arce Nayana Aramayo Cecilia Gómez | 3.56,34          | ArgentinaHelen Bernard Stilling Marlene Koss Victoria Zanolli Belén Fritzsche | 4.08,20     | Endast två startande lag | Endast två startande lag |
| Höjdhopp      | Arielly Monteiro (BRA)                                           | 1,82 m           | Lorena Aires (URU)                                                            | 1,73 m      | Valdiléia Martins (BRA)  | 1,70                     |
| Stavhopp      | Beatriz Chagas (BRA)                                             | 4,25 m 0MR0      | Isabel de Quadros (BRA)                                                       | 4,20 m      | Carolina Scarponi (ARG)  | 4,05 m                   |
| Längdhopp     | Natalia Linares (COL)                                            | 6,64 m 0MR0      | Nathalee Aranda (PAN)                                                         | 6,42 m      | Eliane Martins (BRA)     | 6,24 m                   |
| Tresteg       | Regiclecia Candido (BRA)                                         | 14,17 m 0MR0     | Gabriele dos Santos (BRA)                                                     | 13,47 m     | Valeria Quispe (BOL)     | 13,17 m                  |
| Kulstötning   | Ivana Gallardo (CHI)                                             | 17,63 m          | Ana Caroline Silva (BRA)                                                      | 16,65 m     | Lívia Avancini (BRA)     | 15,92 m                  |
| Femkamp       | Tamara de Sousa (BRA)                                            | 4 294 poäng 0MR0 | Roberta dos Santos (BRA)                                                      | 4 253 poäng | Ana Paula Argüello (PAR) | 3 395 poäng              |

## Medaljtabell
*   Värdland ( Bolivia)
| Nr                   | Nation               | Guld | Silver | Brons | Totalt |
| -------------------- | -------------------- | ---- | ------ | ----- | ------ |
| 1                    | Brasilien            | 14   | 10     | 5     | 29     |
| 2                    | Bolivia*             | 3    | 4      | 4     | 11     |
| 3                    | Colombia             | 3    | 1      | 0     | 4      |
| 4                    | Argentina            | 2    | 2      | 5     | 9      |
| 5                    | Venezuela            | 1    | 3      | 4     | 8      |
| 6                    | Peru                 | 1    | 3      | 2     | 6      |
| 7                    | Chile                | 1    | 0      | 1     | 2      |
| 8                    | Uruguay              | 0    | 1      | 2     | 3      |
| 9                    | Panama               | 0    | 1      | 0     | 1      |
| 10                   | Paraguay             | 0    | 0      | 1     | 1      |
| Totalt (10 nationer) | Totalt (10 nationer) | 25   | 25     | 24    | 74     |

## Deltagande nationer
12 nationer deltog i mästerskapet.

- Argentina (15)
- Bolivia (27)
- Brasilien (34)
- Chile (4)
- Colombia (9)
- Ecuador (2)
- Panama (3)
- Paraguay (9)
- Peru (9)
- Surinam (1)
- Uruguay (11)
- Venezuela (14)